# Hybolasius pumilus
Hybolasius pumilus es una especie de escarabajo longicornio del género Hybolasius, tribu Acanthocinini, subfamilia Lamiinae. Fue descrita científicamente por Pascoe en 1876.

## Descripción
Mide 3-4,5 milímetros de longitud.

## Distribución
Se distribuye por Nueva Zelanda.